# Танга (одяг)

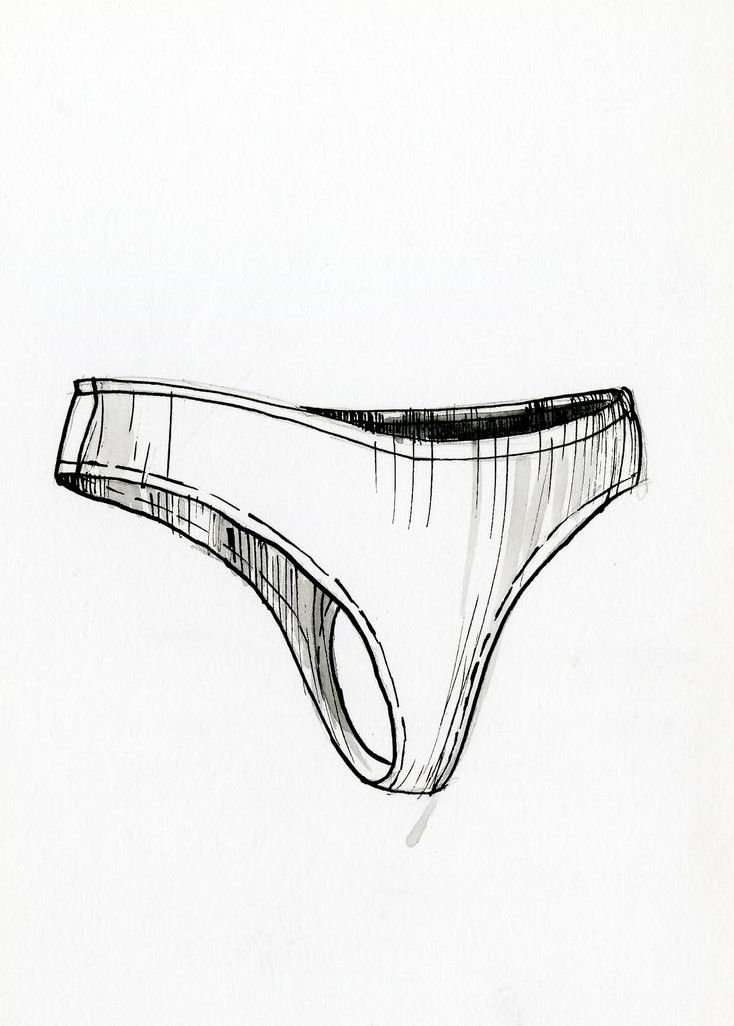
Схематичне зображення танга

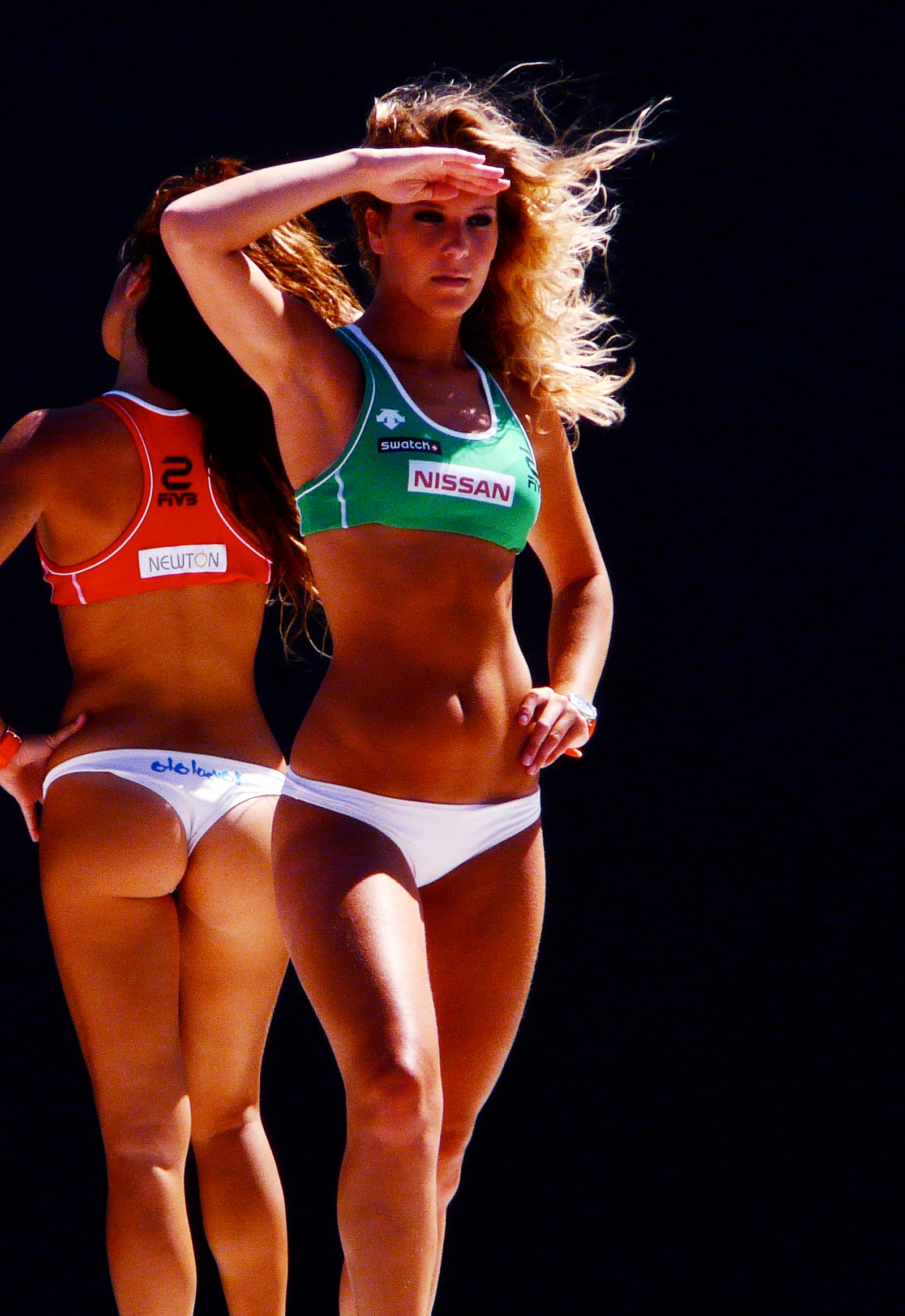
Бразильські моделі в танга

Та́нга (англ. tanga) — міні-труси, які відкривають сідниці. Відмінністю від стрингів є те, що шнурки в них замінені вузькими (1,5-2 см) смужками тканини. Труси танга можуть бути елементом спідньої білизни, а також міні-бікіні.
В англійській мові tanga називають труси з двох невеликих трикутників, з'єднаних смужками тканини, а схоже слово thong («ремінь», «пас») вживають щодо трусів з більшим відкриттям тіла, які ззаду мають вигляд не трикутника, а вузької смужки (слово strings позначає тільки труси, основним елементом яких є шнури).
Походження слова tanga неясне: за однією з версій, воно є скороченням від «Танганьїка» (або від назви міста Танга), бо схожий тип одягу здавна був поширеній в екваторіальній Африці.

## Історія
Сексуальна революція, а також поява нейлону і лайкри, зіграли чималу роль у створенні жіночих трусів відвертих рис. Це були труси з двома текстильними трикутниками, з'єднаними тонкою смужкою або неширокою резинкою. У 1974 році дизайнер Руді Гернрайх створив труси-танга, які призначалися для вечірніх туалетів з глибоким вирізом.
У 1976 році на пляжі Іпанема в Ріо-де-Жанейро Роза ді Прімо з'явилася у відвертих трусах, які вона зменшила з допомогою ножиць. В наступні десятиліття танга отримали широке розповсюдження в США та Європі. Перші моделі шили з білої або напівпрозорої тканини і вдягали лише в особливих випадках, під весільну сукню або для романтичного вечора.
З того часу труси-танга увійшли в гардероб жінок. Популярністю користуються безшовні моделі, які застосовуються в пляжному та спортивному одязі. У 2010-х роках танга втрачають свою актуальність, а на зміну їм приходять закриті труси, які виготовляють із високотехнологічних тканин.
На сьогоднішній день існують жіночі, чоловічі і навіть дитячі варіанти танга, які повністю або частково закривають сідниці. Такі труси мають низьку посадку і чудово підходять для повсякденного носіння. Дана модель ідеально поєднується з бюстгальтером та поясом для панчіх, яку можна зробити у вигляді татуювання.

## Схожі моделі
- Чикі (англ. cheeky — «нахабні») — труси, схожі на танга, але в них бічні смужки ширші і закривають сідниці до половини.
- Бразильські труси — теж складаються з двох з'єднаних трикутників, але покриття сідниць більше, ніж у танга.
- Труси «китовий хвіст» (англ. whale tail thong) — різновид танга, який ззаду нагадує хвостовий плавець кита. Такі труси щільно обтягають ділянку міжсідничної борозни. У деяких країнах вираз «хвіст кита» (англ. whale tail, ісп. cola de ballena) вживається щодо танга і стрингів, які визирають зі штанів[4].